# Tálero eritreo
El tálero (en italiano: tallero, y este del alemán thaler) fue la moneda utilizada en la colonia italiana de Eritrea durante el reinado de Humberto I.

## Historia
Con la anexión de Eritrea a Italia en 1890, se decidió acuñar una nueva moneda para el nuevo territorio en el que circulaba el tálero de María Teresa. Se introdujo el tálero de Eritrea, que equivalía a 5 liras. Su peso y diámetro era muy similar al tálero de la vecina Etiopía. Tras los acuerdos firmados con Etiopía en 1889, se reguló la circulación de moneda en estos territorios. El encargado de acuñar estas monedas fue Filippo Speranza. Todas fueron fabricadas en la Zecca dello Stato de Roma.